# Buzekara
Buzekara je naselje u distriktu Brčko, BiH.

## Stanovništvo
Nacionalni sastav stanovništva 1991. godine, bio je sljedeći:
ukupno: 430
- Srbi - 422
- Jugoslaveni - 5
- ostali, neopredijeljeni i nepoznato - 3